# Liste des restaurants étoilés par le Guide Michelin dans le Grand Lyon
 (janvier 2024).
Cet article présente la liste des restaurants étoilés par le Guide Michelin sur le territoire de la métropole du Grand Lyon. 

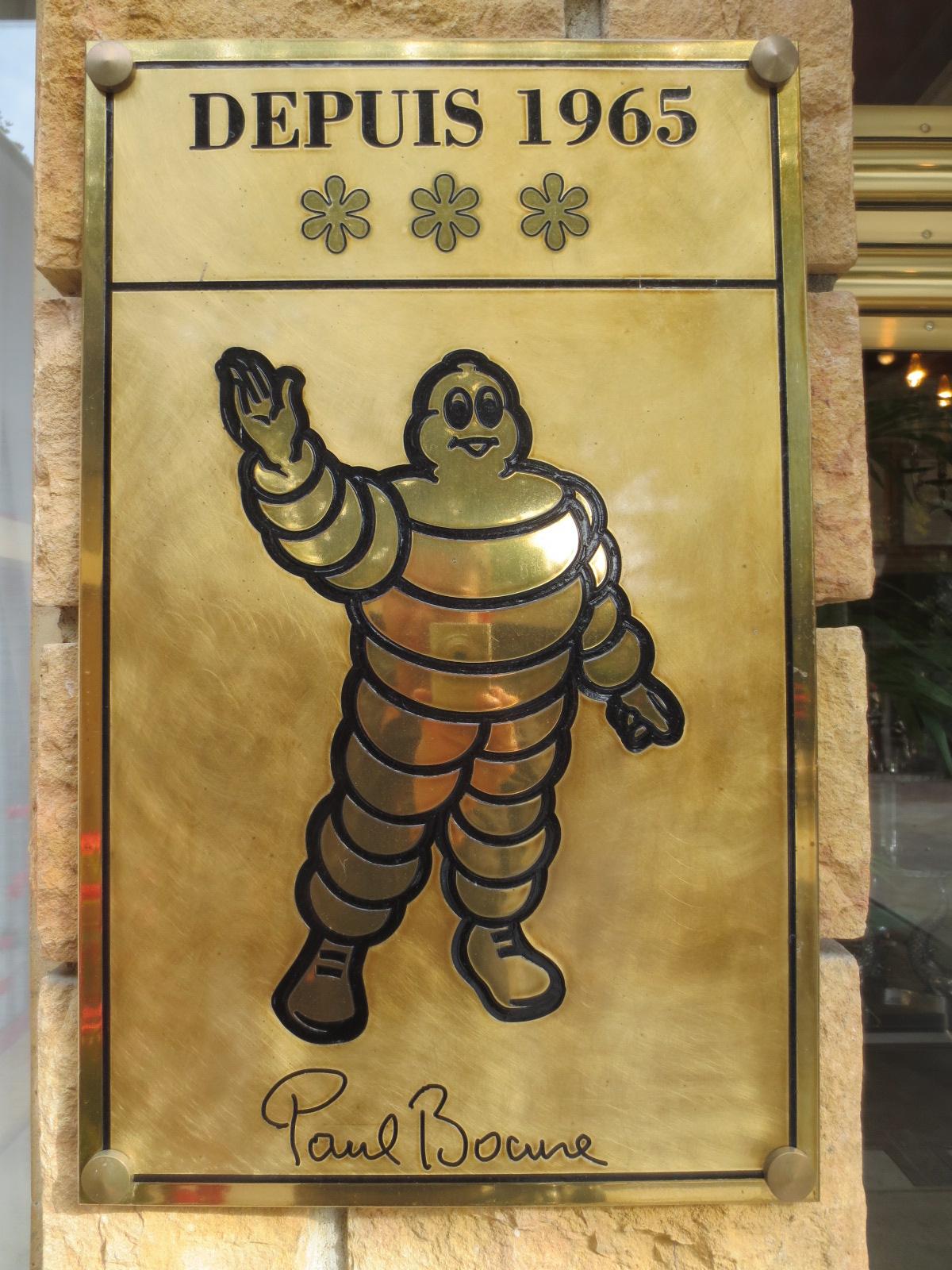
Paul Bocuse, chef 3 étoiles au Guide Michelin, depuis 1965.

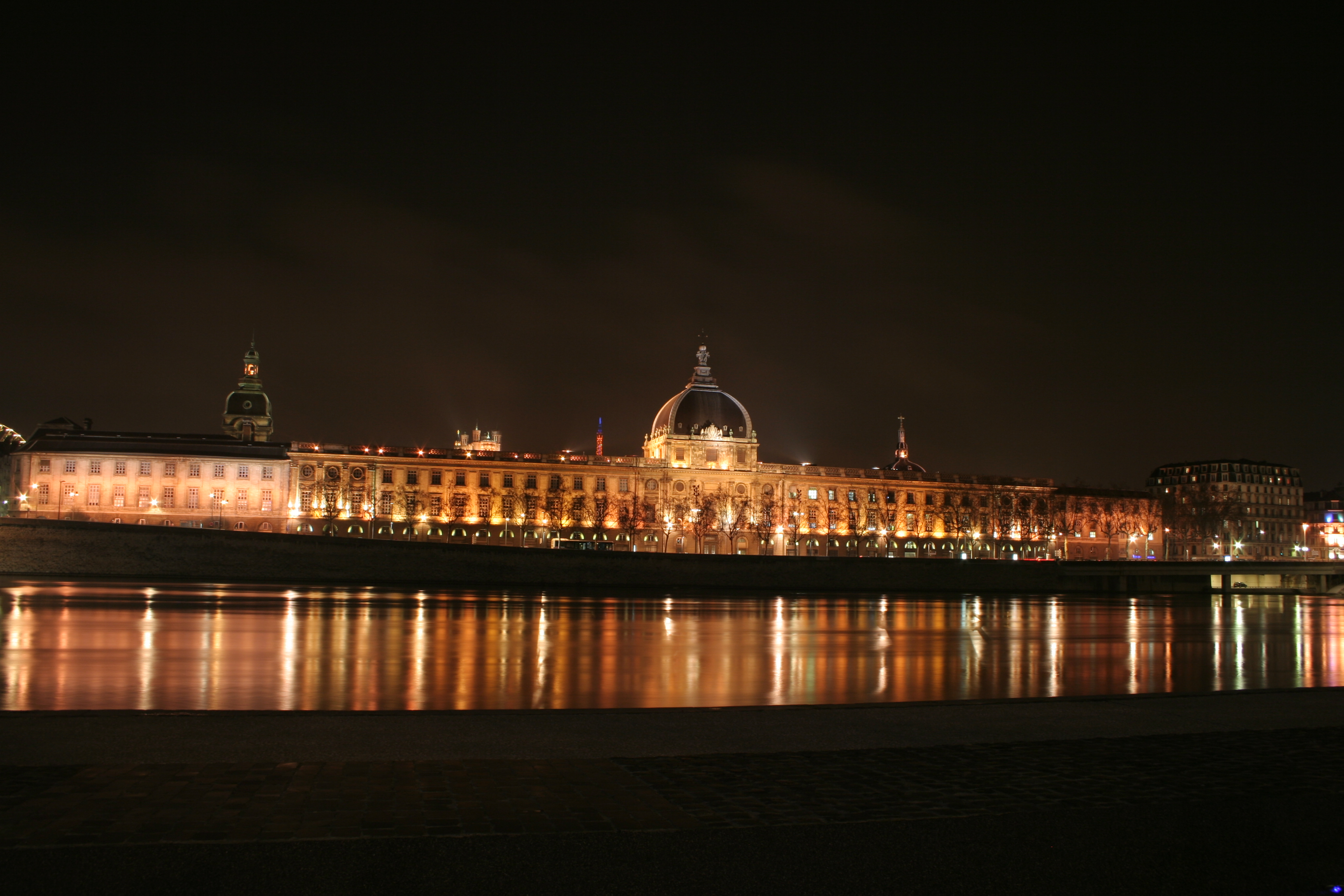
Hôtel-Dieu de Lyon, futur siège de la Cité de la gastronomie française, sur la Presqu'île.

## Présentation
Lyon est une ville d'importance mondiale en matière de gastronomie. La tradition culinaire lyonnaise, très ancienne, connaît depuis le XXe siècle, un phénomène de mondialisation sans précédent. Curnonsky dans son ouvrage Principe des gastronomes consacra Lyon, « Capitale mondiale de la gastronomie ». Le critique culinaire allemand Jörg Zipprick dit : « La culture gastronomique ne se mesure pas au nombre de grands restaurants, même si Lyon est très bien placée ; elle se mesure dans son quotidien, et là, il n’y a pas photo, Lyon est numéro un. » La ville compte des chefs mondialement connus, notamment Paul Bocuse et Eugénie Brazier, une des mères de cette profession où les hommes sont majoritaires. Georges Blanc, dont le fief est à Vonnas, dans l'Ain, tient cependant aussi un restaurant à Lyon. Les chefs doublement étoilés Christophe Roure, Mathieu Viannay et Takao  Takano honorent eux aussi la gastronomie lyonnaise.
Au Guide Michelin, Lyon compte 3 restaurants deux-étoiles et 12 restaurants une-étoile. Mais la région lyonnaise (qui comprend les restaurants étoilés de Lyon) compte 5 restaurants trois-étoiles, 3 deux-étoiles et 19 une-étoile.
Au bout du compte la région Auvergne-Rhône-Alpes est une des régions les plus distinguées en 2019 avec 9 restaurants trois-étoiles, 18 deux-étoiles et 67 une-étoile.
Enfin la métropole lyonnaise est reconnue pour l'accueil de la Cité de la gastronomie à la suite de l'inscription du repas gastronomique des Français au patrimoine culturel immatériel de l'humanité. Son siège sera installé au sein du prestigieux Hôtel-Dieu de Lyon.

## Liste
| Année de la première étoile | Établissement                           | Chef                | Nombre d'étoiles | Commune                | Commentaires |
| --------------------------- | --------------------------------------- | ------------------- | ---------------- | ---------------------- | --- |
| 1958                        | L'Auberge du Pont de Collonges - Bocuse | Paul Bocuse         | ★★               | Collonges-au-Mont-d'Or | |
| 1932                        | La Mère Brazier                         | Mathieu Viannay     | ★★               | Lyon (1er arr.)        | En 1933, Eugénie Brazier fait partie de la première promotion de chefs cuisinier à obtenir 3 étoiles au Guide Michelin en même temps que Fernand Point et Marie Bourgeois. |
| 1992                        | Guy Lassausaie                          | Guy Lassausaie      | ★                | Chasselay              | Meilleur ouvrier de France en 1993. |
| 1994                        | La Rotonde                              | Jean-François Malle | ★                | La Tour-de-Salvagny    | Champion du monde de pâté-croute 2013 |